# Jussi Paatela

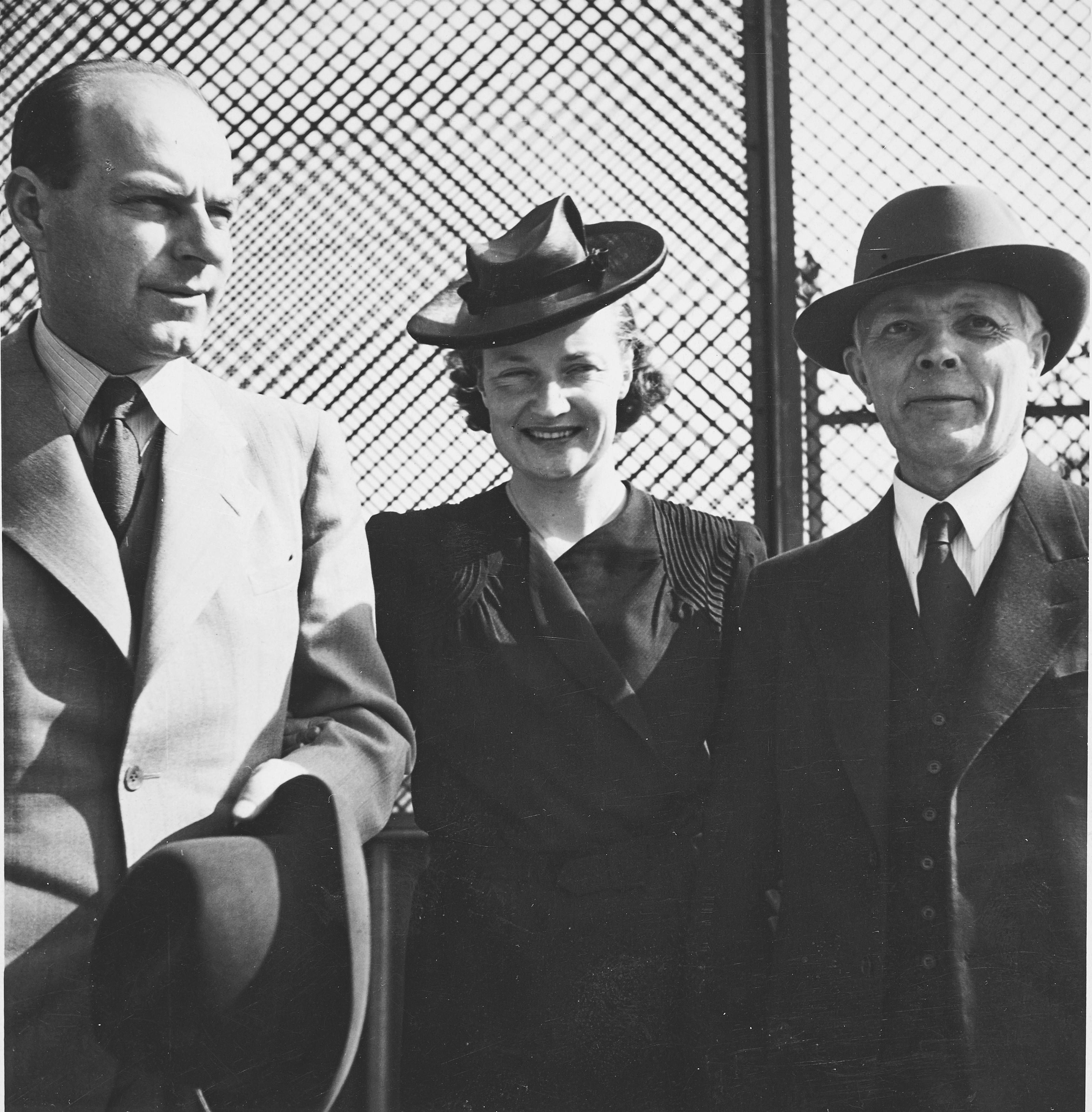
Jussi Paatela till höger i bild.

Johan (Jussi) Edvard Paatela, till 1906 Pavén, född 27 februari 1886 i Helsinge, död 30 maj 1962 i Helsingfors, var en finländsk arkitekt.
Paatela var professor vid Tekniska högskolan 1930–1949 och dess rektor 1943–1946. Han drev 1919–1929 gemensam byrå med brodern Toivo Paatela, med vilken han planerade bland annat Vasa vattentorn (1914), Atlas-banken (Mikaelsgatan 9, Helsingfors, 1929) hushållslärarskolan i Träskända (1927–1928) och Anatomiska institutionen vid Helsingfors universitet (1929).
Paatela, som räknas till de tidiga funktionalisterna, var synnerligen produktiv och specialiserade sig på sjukhusbyggnader och sanatorier. Av honom ritade byggnader är bland annat Ahvenisto sanatorium (1930) i Tavastehus, länssjukhuset i S:t Michel (1935), Tölö sjukhus (1932), Kvinnokliniken (1934), Ögon- och öronkliniken (1951) i Helsingfors samt Kiljava sanatorium (1938) i Nurmijärvi. Han ritade även Forssa skyddskårshus (tillsammans brodern 1939, numera teater) och agrikultur-forstvetenskapliga fakultetens byggnad vid Helsingfors universitet, det så kallade Forsthuset (1939).
Paatelas söner Veli Paatela och Jaakko Paatela fortsatte hans arbete, och han blev sålunda huvudman i en arkitektsläkt i flera led med sjukhusbyggnader som specialitet. Arkitektbyrån Paatela-Paatela & Co drivs numera av sonsonen Mikael Paatela (född 1950).

## Bilder

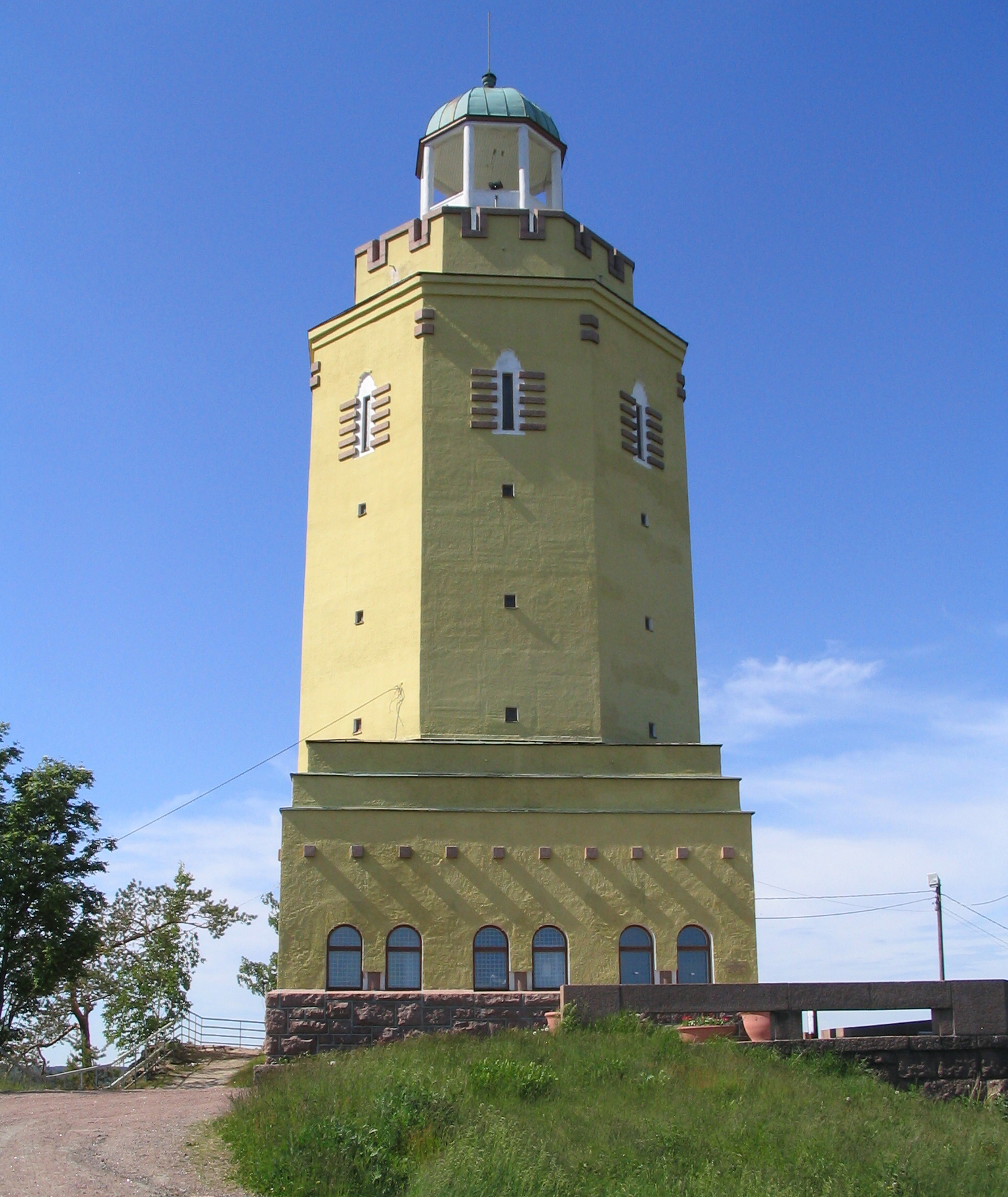
Haukkavuori utsiktstorn
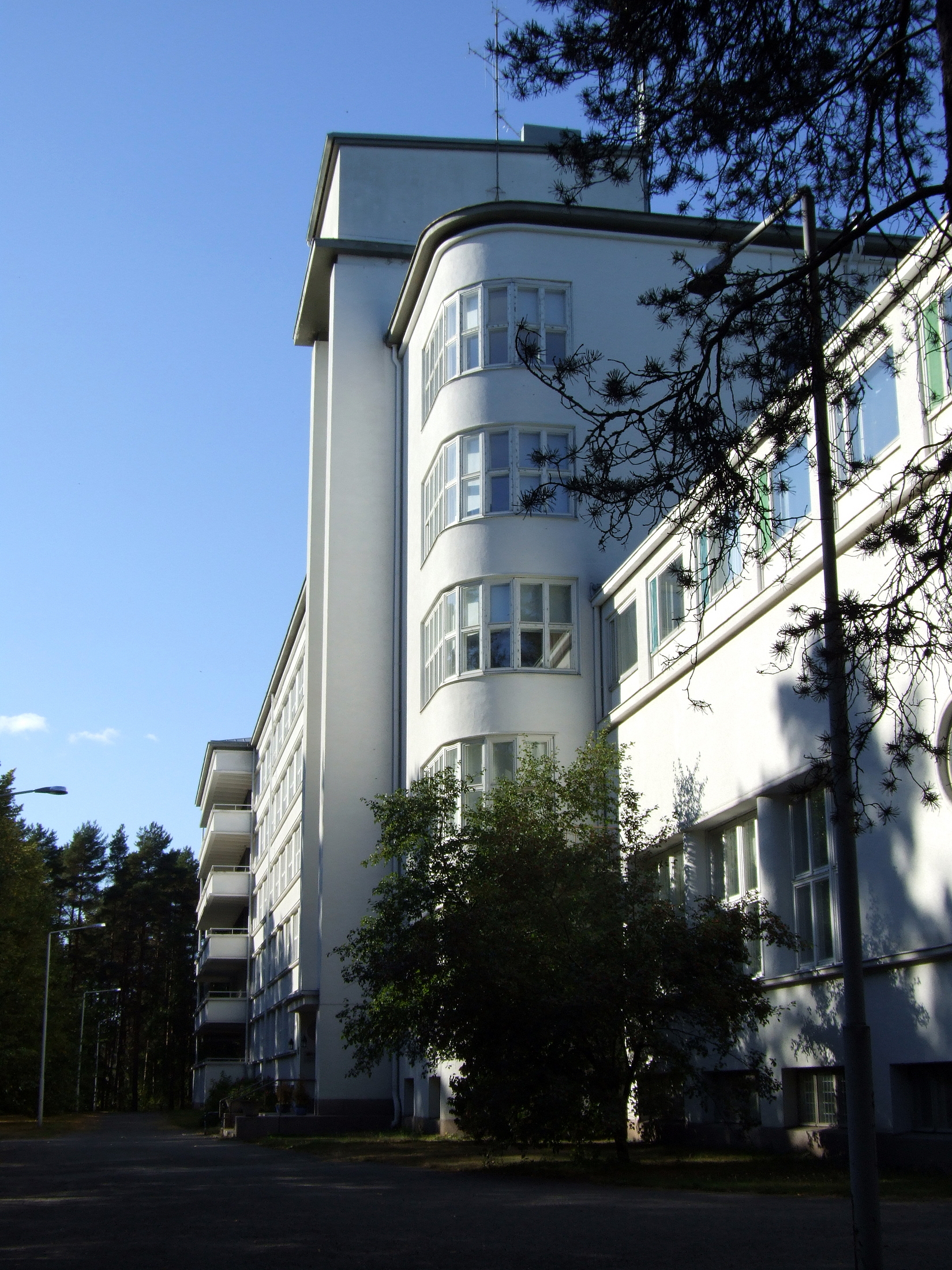
Päivärinne sanatorium
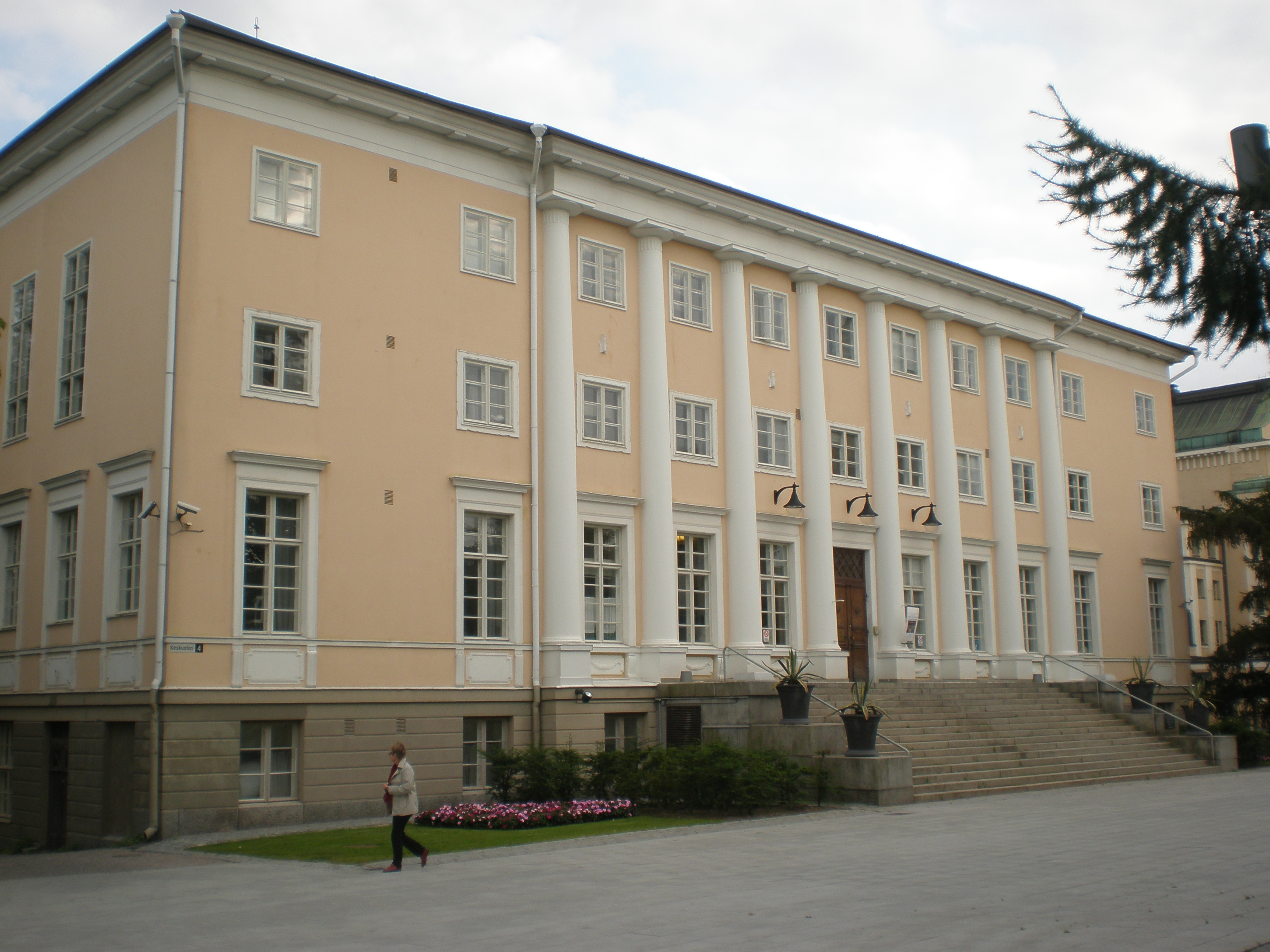
Gamla biblioteket i Tammerfors
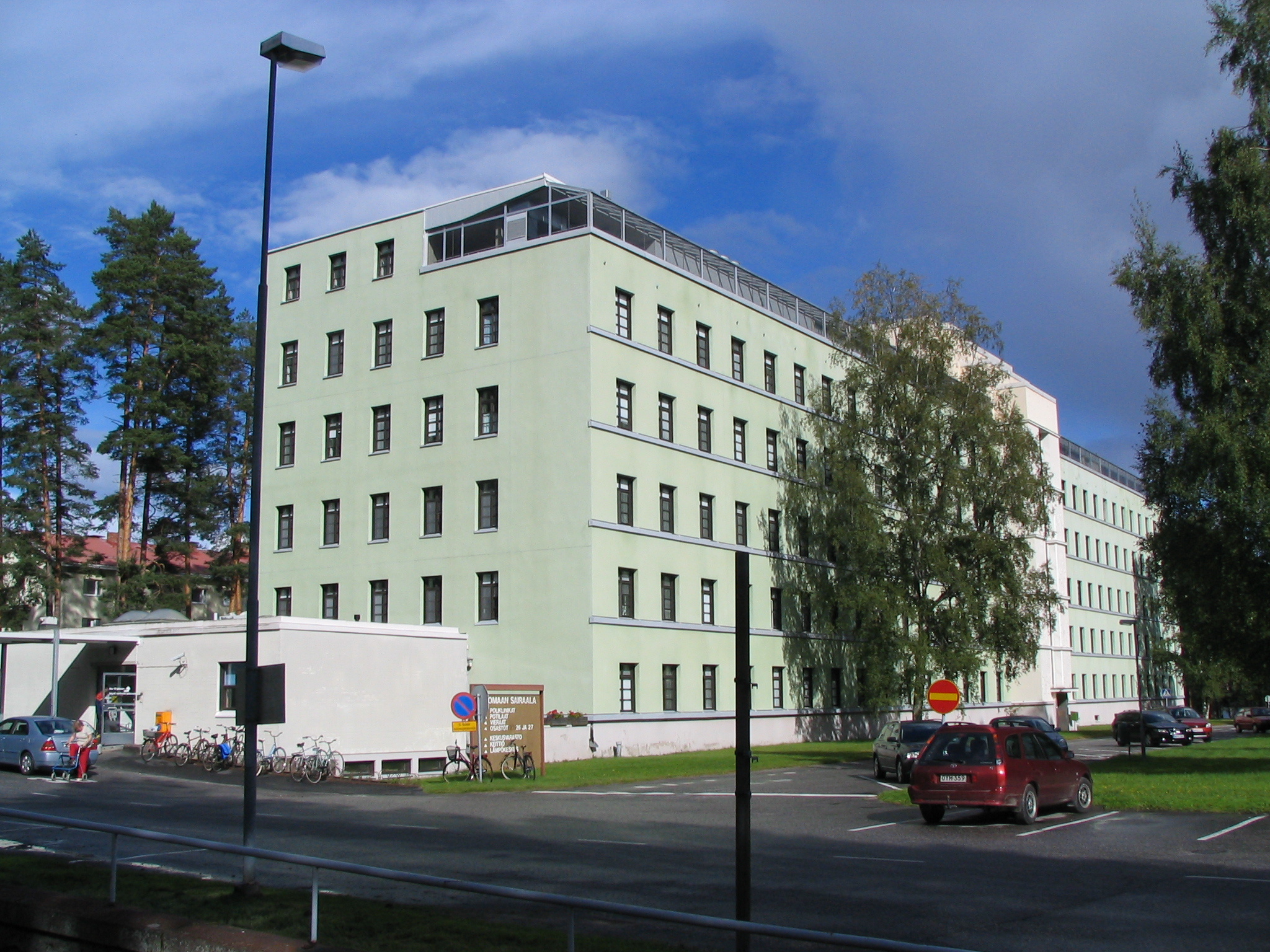
Kinkomaa sanatorium i Muurame
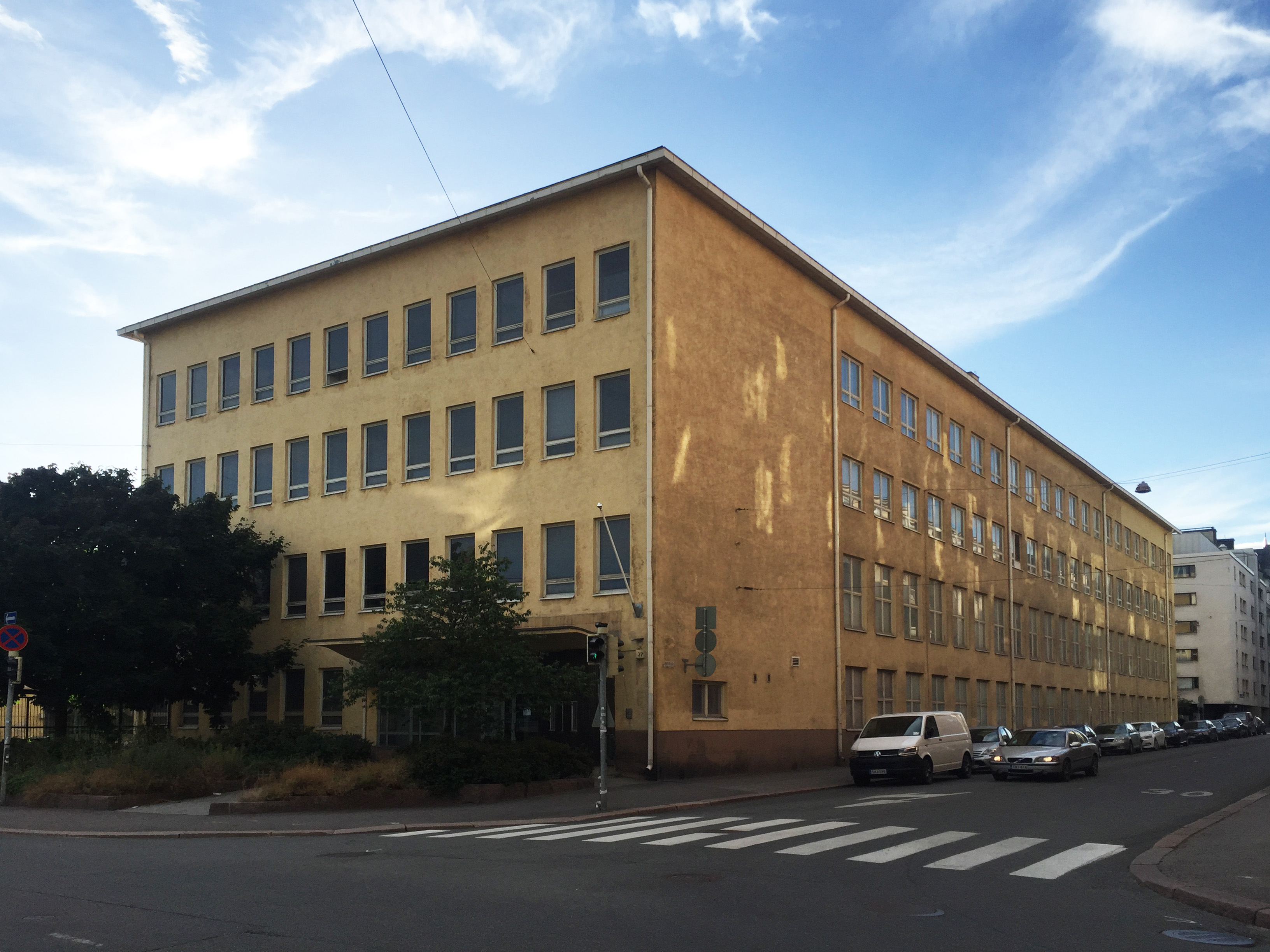
Lönnrotsgatan 37, Helsingfors